# سی‌اس لینک
سی‌اس لینک (انگلیسی: CS Link) شرکت مخابرات در جمهوری چک است، که در سال ۲۰۰۶ تأسیس شد.